# Nabila Abdul Fattah
Nabila Abdul Fattah, även känd bara som Nabila, född 4 juni 1981 i Beirut i Libanon, är en svensk rappare, aktivist och debattör. Hon har bland annat varit krönikör i tidningen Metro samt krönikör och ledarskribent i dagstidningen Dagens ETC.

## Bakgrund
Nabila växte upp i Sundsvall och Göteborg. Som 16-åring började hon arbeta ideellt inom Röda Korset. Senare utbildade hon sig till socialpedagog.

## Musik, film och litteratur
Nabila Abdul Fattah har gjort musik till samlingsskivan Framåt! - För Palestinas befrielse, som gavs ut år 2002 i samarbete med Revolutionär Kommunistisk Ungdom (RKU). Hon har även agerat fotomodell för hemsidan Motkraft och gjort reportage för Lilla Aktuellt. År 2003 gjorde Johan Bjerkner och Håkan Bertas en dokumentärfilm om hennes liv som ung rappare, högskolestudent och vänsteraktivist i RKU, med titeln Nabila. Hon har medverkat i boken Brev till min dotter som gavs ut 2017 på Forum förlag. I oktober 2018 gav hon ut ljudboksserien All makt åt folket på Leopard förlag.

## Privatliv
Nabila Abdul Fattah är gift med den svenska rapparen Moms (Mohammed Anwar Ryback, medlem i hiphop-duon Mohammed Ali). De har två döttrar tillsammans. 

## Priser
- 2004 – Björn Afzeliuspriset
- 2004 – Spingo-priset
- 2008 – IM-priset till Britta Holmströms minne